# Lo zio di Brooklyn
Lo zio di Brooklyn és una pel·lícula italiana del 1995 dirigida per Ciprì e Maresco, rodada en sicilià. A la pel·lícula, el primer llargmetratge de Daniele Ciprì i Franco Maresco, no hi ha cap intèrpret femenina i els papers "femenins" estan recolzats per actors masculins, vestits amb roba vagament femenina.

## Argument
La família Gemelli (Tano, els seus tres fills i el seu nebot, paralitzat i una mica boig) viuen en un edifici antic i ruïnós als suburbis de Palerm. Dos nans, caps de la màfia, els informen que han d'aixoplugar i amagar durant uns dies un misteriós personatge, l'oncle de Brooklyn, que ve d'un lloc desconegut. Els Gemelli no poden rebutjar sincerament aquest "favor". Per tant, el seu convidat s'instal·la amb ells. Passen els dies sense que ningú vingui a buscar aquest oncle de Brooklyn que no menja, que no dorm i que no parla.

## Repartiment
- Pippo Agusta: Don Masino
- Francesco Arnao: San Polifemo
- Antonino Bruno: Il Mago Zoras
- Rosario Carollo: Ciccio Gemelli
- Luigi Cinà: Paliddu
- Camillo Conti: Primo prigioniero
- Bruno Di Benedetto: La Nana
- Giuseppe Di Stefano: 1° Boss Nano
- Salvatore Farina: Madre del mago Zoras
- Umberto Florulli: Cantante
- Ernesto Gattuso: 2° Boss Nano
- Salvatore Gattuso: Zio di Brooklyn
- Pietro Giordano: Giordano
- Giovanni Gucciardi: Custode cinema
- Natale Lauria: Iachino Gemelli
- Giovanni Lo Giudice: Cantante fallito
- Gaspare Marchione: Totò Gemelli
- Marcello Miranda: Uomo triste
- Giuseppe Paviglianiti: Uomo dei cani
- Angelo Prollo: Secondo prigioniero
- Pietro Rizzo: Sarino
- Mario Salmeri: Guida
- Massimo Salmeri: Uomo che cerca Pedro
- Salvatore Schiera: Gaetano Gemelli
- Vincenzo Serio: Guardia di Don Masino
- Mariano Spataro: Mariano u' 'ngrasciatu
- Francesco Tirone: U' capitanu

## Producció
El març de 2011, els joves aficionats al cinema italians van fer una crida a l'opinió internacional i van escriure a Aurelio de Laurentiis, propietari dels drets de Lo zio di Brooklyn. El primer llargmetratge de Ciprì i Maresco, estrenat l'any 1995 amb un fort reconeixement de la crítica, de fet, fa anys que està bloquejat pel seu productor que s'havia barallat amb els dos directors. Molta gent va respondre i Lo zio di Brooklyn va ser restaurat i llançat en DVD a Itàlia. A França, finalment es pot estrenar als cinemes.